# Parallaxis guzmani
Parallaxis guzmani är en insektsart som först beskrevs av Baker 1903.  Parallaxis guzmani ingår i släktet Parallaxis och familjen dvärgstritar. Inga underarter finns listade i Catalogue of Life.